# ヴィジョン (マーベル・コミック)
ヴィジョン（Vision）は、マーベル・コミックの出版作品に登場する架空のスーパーヒーローおよびアンドロイド。『The Avengers』#57（1968年10月）で初登場したアベンジャーズのメンバー。マーベル・シネマティック・ユニバースでは『アベンジャーズ/エイジ・オブ・ウルトロン』で初登場した。日本では原作においてはビジョンとも表記される。
マーベルの前身のタイムリー・コミックスの同名のキャラクター「The Vision」におおむね基づいている。

## 出版上の歴史
最初のヴィジョンは、ジョー・サイモンとジャック・カービーの作家チームによって『Marvel Mystery Comics』#13（1940年11月）で初登場した。ヴィジョンは現在のようなアンドロイドではなく別次元から来たピースオフィサーで、1930年代から1940年代にかけてアメリカン・コミックの黄金時代を築いたマーベルの前身のタイムリー・コミックスから出版されていた。
数十年後、作家スタン・リーとロイ・トーマスは、アベンジャーズに新しいメンバーを追加することを決めた。トーマスは黄金時代のヴィジョンを取り入れようとしていたが、スタン・リーはアンドロイドのメンバーを入れようとしていた。トーマスは最終的に、アンドロイドのヴィジョンという新しいキャラクターを作り出し折衷案となった。この新しいヴィジョンは『The Avengers』#57（1968年10月）に初登場した。トーマスは、ヴィジョンのぼんやりとした名前にふさわしいような白いキャラクターにしたいと考えたが、当時の印刷技術の制限もあったため、紙面でインクが乗らない部分を使い無色の肌となった。その後、ハルクのような緑や、アトランティス（ホモ・マーマナス）のような青を避け、最終的に赤い肌に落ち着いた。スタートレックのスポックと比較されることがあったが、トーマスは当時のテレビシリーズをほとんど知らなかったと語っている。ただし、ロボットのキャラクターを機械的ではなく同情的なものにした先駆者のアダム・リンクとオット・バインダーの影響を受けていることは認めている。
『The Avengers』#75（1970年4月）では、スカーレット・ウィッチ（ワンダ）がチームに加入し、すぐにヴィジョンとの恋愛関係が描かれた。トーマスは「ワンダのアベンジャーズでのキャラクターを掘り下げるために何らかのロマンスが役立つと考えた。ヴィジョンはワンダと同じマガジンにしか登場していなかったため、最終候補だった。そういった実用的な事情で彼らはペアになった。ヴィジョンが“人間”になろうとする良い要素でもあった」と述べている。トーマスはさらに、ヴィジョンはアンドロイドのヒューマン・トーチ（ファンタスティック・フォーのヒューマン・トーチとは異なる）から生み出されたキャラクターというアイデアを思い付いたが、『The Avengers』#93で曖昧な手がかりを残すだけに留まり、そのままシリーズの担当を去ることとなった。最終的に『The Avengers』#134-135で設定が活かされた。当時の作家スティーヴ・エングルハートは「そのプロットは社内で長年よく知られていたが、トーマスやニール・アダムズの時には活かす機会がなかったので、僕の担当時にそのトーマスの贈り物を活かした」と語っている。
1972年、クリー・スクラル・ウォーからの巨大偵察ロボットが現れてヴィジョンの脳波を妨害する『マーベル・チームアップ』#5（"A Passion of the Mind"）にて、ヴィジョンはスパイダーマンとともに登場した。
『Giant-Size Avengers』#4（1975年6月）にて、ヴィジョンとスカーレット・ウィッチは結婚した。さらにこのカップルは、ビル・マントロとペンシラーのリック・レオナルディによる期間限定シリーズ『The Vision and the Scarlet Witch』#1-4（1982年11月 - 1983年2月）にも登場した。これに続き、スティーヴ・エングルハートとペンシラーのリチャード・ハウエルによる続刊の#1-12（1985年10月 - 1986年9月）では、スカーレット・ウィッチは魔法の力によって、ヴィジョンとの子とされる双子の男の子を生み出した。
作家のジョン・バーンによる『West Coast Avengers』#42-45（"Vision Quest"、1989年3月 - 6月）では、彼の初期の「人造人間」としての描写が抽出され、アンドロイドの性質が強調された。
その後、作家のボブ・ハリスとペンシラーのマニー・クラークによるヴィジョンの単独シリーズ『Vision』#1–4（1994年11月 - 1995年2月）が制作された。そのおよそ10年後、作家のジェフ・ジョーンズとペンシラーのアイヴァン・レイスによる続刊（2002年10月 - 2003年1月）が制作された。
2005年4月から2006年8月まで12号を発行したシリーズ『ヤング・アベンジャーズ』では、シンセゾイドのヴィジョンのプログラムファイルと、アイアンラッドの装甲と精神エングラムを組み合わせた新しいヴィジョンが登場した。
2010年から2013年の『アベンジャーズ』シリーズでは、#19（2012年1月）から最終号の#34（2013年1月）までレギュラーキャラクターとして登場した。
2015年11月に再びヴィジョンの単独シリーズが開始し、#1から最終号の#12（2016年10月）まで登場した。

## MCU版
マーベル・シネマティック・ユニバース（MCU）では、ポール・ベタニーが演じる。日本語吹替は加瀬康之が担当。
MCUでは現在のところ、“アベンジャーズ”の一員であるオリジナルのヴィジョンと、『ワンダヴィジョン』に登場する2種のヴィジョン（“カオス・マジック”で創造されたヴィジョン、オリジナルのボディを改造されて造られた“ザ・ヴィジョン”）が登場している。

### キャラクター像
3種のヴィジョンは別々の個体だが、常人とは明らかに異なる人相、アベンジャーズのヒーローたちのものを模倣したシンプルなデザインのコスチュームとケープに身を包み、両腕に装備されたガントレット、意識を集中させるために搭載された頭部のヘッドカバーは共通している。声色もオリジナルの前身であったトニー・スターク/アイアンマンをサポートする人工知能“J.A.R.V.I.S.（ジャーヴィス）”のものであり、飲食ができない点も同様である。
ヴィジョン（オリジナル）
トニーとブルース・バナー/ハルクによって新たに誕生した究極のシンセゾイド 。
覚醒したウルトロンによってプログラムを破壊されたJ.A.R.V.I.S.は、密かに記憶データを捨ててインターネット上に逃げ延びることで難を逃れ、その後ウルトロンに“セプター”で服従させられたヘレン・チョが製造した人工生体ボディへアップロードされ、予知夢で“インフィニティ・ストーン”のことを知ったソーが人工生体ボディに電撃を浴びせたことにより、新たな存在となった。
ボディはチョがクレードルで作り上げた人工細胞と合成された“ヴィブラニウム”を核とする赤紫色の人工皮膚で構成されており、ケープは黄色を基調とし赤紫色のアクセントが配されている
声色と常に落ち着きある性質はJ.A.R.V.I.S.と同様だが、人間的な感情に流されず、怒りに身を任せることも、野心やエゴも持たないほど純情で、ソーの武器である“ムジョルニア”を持ち上げることができる。同時に人間の命の脆さと、彼らが自身を高めようとすることを重んじている。そのため、“ソコヴィア協定”の調印式の頃には、平時に市井の人々と同等の衣服を着用し、料理も試みていた。その反面、他者のパーソナルスペースとプライバシーを理解することがしばらくの間苦手だった。
感情に左右されない存在であったものの、ワンダ・マキシモフ/スカーレット・ウィッチとは、“マインド・ストーン”によって超常的な力を得た者同士という共通点から特別な想いが芽生え、彼女への感情表現を躊躇することもあったが、“アベンジャーズの内乱”後に追われる身となったワンダの逃亡生活に付き添い、彼女と共に過ごすうちに基本的な性質はそのままに、精神面は人間らしく成長。同時にワンダとは相思相愛となり、彼女から“ヴィズ”の愛称で呼ばれるようにもなる。
ザ・ヴィジョン
“S.W.O.R.D.”の“白目作戦”によって造られた戦闘用シンセゾイド。絶命したヴィジョンの遺体をS.W.O.R.D.の技術者たちが何百万回も組立・解体を繰り返して復元させたボディに、ワンダに撃墜されたドローンに残留した彼女のエネルギーを注入することで起動に成功した。
漂白されたような全身と、白目が黒くなった両目、かつてマインド・ストーンが埋め込まれていた額に露出した電子回路など、オリジナルとの外観の差異が大きく、会話は可能でワンダについても覚えているようだが自我も無く、戦闘プログラムによって活動する知覚兵器である。
ヴィジョン（カオス・マジック）
ワンダのカオス・マジックで創造されたヴィジョン。基本的外観や声色・能力・高潔な本質もオリジナルと同等だが、人柄は極めてユニークであり、気取ることなく叫んだり、オーバーなリアクションをとるくらいに高揚したり、飲み込んでしまったガムが原因で誤作動を起こし泥酔したような状態になったり、育児の一環にチャールズ・ダーウィンの『人間の由来』を読み聞かせるなど、コミカルな振る舞いを多々見せる。
その一方で、「自身はワンダと夫婦であるシンセゾイド」という“認識”があるものの、創造される以前に実在していたオリジナルの記憶は無いため、思い出話などをふられると返答に困り果てたり、カオス・マジックで創造された生命体であることから、エネルギーフィールドの“ヘックス”の内部でしか存在を保つことができず、ヘックスから強引に脱出したりヘックス自体が消失したりすると苦しみながら分解・死亡してしまうなど、自身（とワンダ）にとって致命的な難点も少なくない。

### 能力
3種のヴィジョンは、両腕だけで“ウルトロン・セントリー”を容易く真っ二つに引き裂き、ジャイアントマンへと巨大化したスコット・ラング/アントマンの体勢を崩せるほどの体当たりを放つなどの超人的なパワーを頑強なヴィブラニウム製ボディに有しており、加えてマインド・ストーンに由来する以下の多彩な特殊能力を駆使して戦う。
空中浮揚・高速飛行能力
誕生してすぐに披露した能力。
エネルギービーム
マインド・ストーンの未知のエネルギーを発射する破壊光線。ヴィジョン（オリジナル）とヴィジョン（カオス・マジック）が放つビームは黄色く、ストーンを持たないザ・ヴィジョンが放つビームは青白い。威力の調整も可能で、主な攻撃技として用いられる。
実体離脱
身体の分子構造を変化させて物体の透過や、相手の攻撃を回避する能力。
インターネットへのアクセスブロック
オリジナルのみが披露した、両手をかざした対象のインターネットへのアクセス機能を遮断する能力。
擬態能力
肌色の皮膚と頭髪や眉毛などの毛髪を持ち、洋服に身を包んだ人間そのものの容姿に変貌する能力で、アベンジャーズの内乱以後にこの力の行使が可能となった。ただしヴィジョン自身が深刻なダメージを受けるとその姿を維持できず、元の外見に戻ってしまう。ザ・ヴィジョンは現在のところ、この能力を行使していない。
超高速移動能力
ワンダの双子の兄であるピエトロ・マキシモフ/クイックシルバーのスーパーパワーと酷似した特殊能力。現在のところ、ヴィジョン（カオス・マジック）のみが披露している。
洗脳解除
ヴィジョン（カオス・マジック）がウエストビューの住人の数名に行使した、触れた対象の洗脳を解き正気に戻す特殊能力。解いた洗脳を再び対象にかけることもできる。

### アイテム
マインド・ストーン
“インフィニティ・ストーン”のうちの一つである、思考・精神を司る力を持つ黄色の小石。以前はセプターの先端の容器に収められていたが、誕生前にウルトロンが取り出し、チョに製造させた人工生体ボディの額に移植された。そしてヴィジョン（オリジナル）は誕生に伴ってこのストーンの所有者となり、自我と多彩な特殊能力を得た。しかしこのストーンを彼の額から直接的な方法で除去してしまうと、ヴィジョンは機能停止してしまう。
専用の武装はないものの、ヴィジョン（オリジナル）はウルトロンとの決戦でもソーが落としたムジョルニアを持ち上げて振るい、“ワカンダ”での戦いでは、コーヴァス・グレイヴの槍斧を逆利用して相手を倒した。

### 各作品での活躍
『アベンジャーズ/エイジ・オブ・ウルトロン』
本作の中盤まではJ.A.R.V.I.S.として登場し、後半以降からヴィジョンへと生まれ変わる。
“アベンジャーズ・タワー”で誕生して間もなく、眼前にいたソーに掴みかかってしまうも、すぐさま自我に目覚めて思い留まり、自分はウルトロンとも人間とも異なる存在であると語って、アベンジャーズのヒーローたちから疑惑の目を向けられるが、ムジョルニアを持ち上げたことで信用され、アベンジャーズに協力してウルトロン軍団との決戦に同行。初陣ながらもウルトロンとは1対1でも渡り合うほどの実力や、仲間たちとの連携を見せ、浮上したソコヴィアの首都から逃げ遅れたワンダを救い、最終的にウルトロン軍団最後の1体を倒した。
その事後は、アベンジャーズに正式に加入する。
『シビル・ウォー/キャプテン・アメリカ』
本作では、自らの能力に悩むワンダを案じており、いきなり壁を透過して彼女の自室に入室するという行為をとって叱られたり、自身もマインド・ストーンの超常的な力を恐れ、その全てを熟知しようとしていると打ち明けるなど、ワンダと惹かれあっていく。
サディアス・ロスがアベンジャーズに突き出したソコヴィア協定について、これまでの戦いによる被害を独自に分析した上で、協定は妥当と判断して調印を決意。その上で、トニーから頼まれたこともあって、ラゴスの戦いでの過失と協定調印保留によって立場が危ういワンダを“アベンジャーズ・コンパウンド”で守護を名目に監視・軟禁し、彼女の説得に現れたクリント・バートン/ホークアイを圧倒したものの、結局ワンダに地中へ押し込まれ、彼女はコンパウンドから出ていってしまう。
ワンダやスティーブ・ロジャース/キャプテン・アメリカたちを止めるため、若干遅れた形でトニーたちに加勢し、ライプツィヒ・ハレ空港での大乱戦に参加。最後まで倒れることは無かったが、 弱ったワンダの介抱に気を取られたまま放ったエネルギービームが結果的にジェームズ・“ローディ”・ローズ/ウォーマシンに命中してしまい、彼を負傷させることとなった。
ローディに大怪我を負わせ、ワンダも守れなかったことを深く気に病み、物語のラストではコンパウンドで意気消沈していた。
『アベンジャーズ/インフィニティ・ウォー』
本作ではワンダの逃亡生活に付き添い、彼女と共にスコットランドで2年間隠遁生活を送っていた。だが、マインド・ストーンを狙うサノスの配下である“ブラック・オーダー”の襲撃により、重傷を負って窮地に陥る。しかしそこに駆け付けたスティーブ、ナターシャ・ロマノフ/ブラック・ウィドウ、サム・ウィルソン/ファルコンに救われた。
アベンジャーズ・コンパウンドへ赴くと、サノスを止めるためにマインド・ストーンだけでも破壊すべきと主張し、いざという時は自分ごと破壊するようワンダに頼む。しかし、マインド・ストーンを摘出することができるのではないかとブルースに指摘され、スティーブの提案でワカンダへ向かう。
ワカンダでは、ティ・チャラ/ブラックパンサーの妹で天才科学者であるシュリの保護下に置かれ、決戦と並行してストーンの摘出手術を行っていたが、乗り込んで来たコーヴァス・グレイヴに対抗するため手術の途中で怪我を押して応戦。スティーブの加勢も手伝ってコーヴァスに辛勝するも、現れたサノスにストーンを入手させないため、ワンダに自らのボディをストーンごと粉砕させた。しかしサノスが“タイム・ストーン”の力を発動させたことにより、満身創痍の状態でストーンごと復元され、まともな抵抗もできないまま額からストーンを剥ぎ取られ、絶命する。
『スパイダーマン:ファー・フロム・ホーム』には直接の登場は無いものの、冒頭の“ミッドタウン高校”のニュースチャンネルで、アベンジャーズのヒーローたちの追悼映像に映っており、本作の時点でサノスの手にかかり死亡した事実が世間に周知されているように描写されたが、同時に取り上げられたトニー、スティーブ、ナターシャと異なり画質が粗い写真が映された。
『ワンダヴィジョン』
本作では、ヴィジョン（カオス・マジック）がもう1人の主役として全編で活躍し、物語の終盤にはザ・ヴィジョンも登場する。
ウエストビューでワンダが力を暴発させたことで創造されると、彼女とこの町へ引っ越してきた新婚夫婦となり、“計算サービス社”にサラリーマンとして勤務しながら、ワンダと同様に普通の人間の暮らしに溶け込めるように過ごしはじめる。隣人のアグネスとの交流や上司であるハート夫妻とのディナー・町の資金集めのイベントなどを経てトミー&ビリーの2人の息子にも恵まれ、幸せな生活をおくるも、その最中に度々発生する町の住人たちの奇行や不可解な出来事に疑念を抱いていく。だが、一度核心に迫りながらも、ワンダの“検閲”を受けたことで、疑念を抱いたことすら忘れさせられてしまった。
それでも違和感の数々が積み重なったことでワンダへの疑念が限界に達し、ハロウィンの夜に町のパトロールと称して出かけると、奇妙に振る舞う住人たちや動きが止まったアグネスたち、そしてウエストビューを覆うエネルギーフィールドを見つけ、これを潜り抜けるも、町の外周のS.W.O.R.D.の臨時基地に辿り着いたところで命の危険に瀕してしまった。これを知ったワンダが臨時基地も取り込む形でヘックスを拡大したことで難を逃れ、ヘックスの内側に取り込まれたダーシー・ルイスと出会うと、彼女の協力と対話を経てウエストビューの現状と自身の存在の真相を探ることを改めて決意した。
しかし時を同じくして、タイラー・ヘイワードらS.W.O.R.D.によって起動したザ・ヴィジョンが、ワンダとヴィジョン（カオス・マジック）の排除命令を受けてウエストビューに侵入。本性を現したアグネス（アガサ・ハークネス）と対決するワンダの前に現れた。自身を見て驚く彼女を襲ったところに駆け付けたヴィジョン（カオス・マジック）と対峙したことでヴィジョン同士の激闘となり、ヘックスが開かれたことで消滅しかけたこともあったが、その末に両者は思考実験である“テセウスの船”の話題で相互理解を深め、戦いを中止。そして、ザ・ヴィジョンはヴィジョン（カオス・マジック）によって、アクセスが禁止されたデータであるワンダとの出会いから生命を落としたワカンダでの出来事までの記憶を取り戻し、何処かへと飛び去っていった。
そしてヴィジョン（カオス・マジック）は、トミー&ビリーと共に、ワンダとアガサの一騎討ちがワンダの勝利で終わったことを見届けると、彼女と親子4人で帰宅。息子たちに愛を伝えて寝かせると、ウエストビューを元に戻すことを決めたワンダから自身の創造の真相を知らされつつ、オリジナルの記憶を得たように話しつつ、また会えると励まし合って彼女とキスを交わす。すると、縮小してきたヘックスが自宅に到達したことでトミー&ビリーと同様に消滅する。

## その他のメディア

### テレビ
- 『The Avengers: United They Stand』に登場。声の出演はロン・ルービン（英語版）。
- 『アベンジャーズ 地球最強のヒーロー』に登場。声の出演はピーター・ジェソップ（英語版）。
- 『Lego Marvel Super Heroes: Avengers Reassembled』に登場。声の出演はJ.P.カーリアック。
- 『アベンジャーズ・アッセンブル』に登場。声の出演はデビッド・ケイ。